# Nadia Fanchini
Nadia Fanchini (Lovere, 1986. június 25. –) világbajnoki bronzérmes olasz alpesisízőnő.
A lombardiai Camonica-völgyben nőtt fel. Testvérével, Elena Fanchinivel együtt gyermekkora óta síelnek.
Első világkupa-dobogóját 2006-ban szerezte, és ebben az évben már részt vett az olimpián is.
Legnagyobb sikere a 2009-es vb-bronz. Eddig egyszer nyert világkupaversenyt, 2008 decemberében nyert lesiklásban Lake Louise-ban.
A gyors számokban versenyez.

## Világkupa-győzelmei

### Versenygyőzelmek
| Dátum             | Helyszín    | Szakág                 |
| ----------------- | ----------- | ---------------------- |
| 2008. december 7. | Lake Louise | szuperóriás-műlesiklás |